# غراهام روجرز
غراهام روجرز (بالإنجليزية: Graham Rogers)‏ (5 سبتمبر 1955 بإنجلترا في المملكة المتحدة - ) هو مدرب كرة قدم ولاعب كرة قدم بريطاني في مركز الدفاع. لعب مع فوريست غرين ونيوبورت كونتي.